# Марк Антоній Оратор
Марк Антоній Оратор (лат. Marcus Antonius Orator; 143 — 87 роки до н. е., Рим) — давньоримський політик і оратор, консул у 99 році до н. е., цензор у 97 році до н. е. У 101—100 роках до н. е. вів боротьбу з піратами Східного Середземномор'я і створив основу для нової римської провінції Кілікія. Першим зі свого роду досяг консульства, завдяки чому його нащадки посідали чільне становище в Римі I ст до н. е. Так, онук Марк Антоній став одним з тріумвірів і фактичним правителем Риму.
Антоній був найбільш видатним оратором своєї епохи (разом з Луцієм Ліцинієм Крассом). Він брав участь у низці гучних судових процесів, в тому числі та політичних. У 90-ті роки до н. е. захищав ряд прихильників Гая Марія, чиєю підтримкою, мабуть, користувався. Але пізніше він перейшов на бік ворогів Марія і тому, коли останній зайняв Рим у ході громадянської війни (87 рік до н. е.), Антоній став жертвою терору.

## Біографія

### Походження
Марк Антоній належав до старовинного плебейського роду, який згідно з джерелами часів Пізньої республіки вів свій родовід від Антона, одного з синів Геракла. Тіт Лівій згадує належних до цього роду децемвіра (450—449 роки до н. е.), військового трибуна з консульською владою (422 рік) і начальника кінноти при диктаторі (334—333 роки). При цьому до I ст. до н. е. серед Антоніїв не було жодного консула, і їхнє становище у складі римського нобілітету характеризується в історіографії як «незавидне».
Згідно з консульським фастам, у батька і діда Марка Антонія Оратора був той же преномен — Марк. Можливо, консул 99 року був сином або онуком народного трибуна 167 року до н. е.

### Ранні роки та початок кар'єри
Дата народження Марка Антонія вираховується за повідомленням Цицерона про те, що Луцій Ліциній Красс, який народився під час консульства Квінта Сервілія Цепіона та Гая Лелія Сапіенса, був на три роки молодшим. Таким чином, Антоній народився 143 року до н. е. Ще у юнацтві він здобув популярність обвинувальними промовами. Першою сходинкою в його політичній кар'єрі стала квестура 113 року; Антоній провів цей рік у провінції Азії, причому ще на шляху до Брундізія він отримав від претора Луція Касія виклик до суду по звинуваченню в інцесті. Згідно із законом Меммія, квестор міг уникнути суду як людина, «відсутня за державними потребами», але він вирішив повернутися до Риму, довести свою невинність і продовжити шлях в провінцію. Роком пізніше, вже повернувшись в рідне місто, Антоній притягнув до суду консуляра Гнея Папірія Карбону по невідомому звинуваченню, і тому довелося покінчити з собою, прийнявши шевські чорнило. У радянській «Історії римської літератури» висловлюється припущення, що за обвинуваченням не стояли якісь ідеологічні розбіжності та Антонієм рухало тільки бажання прославитися.
Наступного разу Марк Антоній згадується в джерелах у зв'язку зі своїм обранням претором на 102 рік до н. е. До того часу він вже мав популярність як оратор, який займався «важливими судовими справами», і був пов'язаний з інтересами фінансових кіл Риму. Можливо, завдяки цим зв'язкам сенат направив його на Схід на боротьбу з кілікійськими піратами. Тіт Лівій називає його у зв'язку з цими подіями претором, тоді як Цицерон — проконсулом; за припущенням Ельмара Клебса, Антоній здійснював свою місію як претор з проконсульськими повноваженнями. Багато деталей цієї частини біографії Антонія є предметом наукової дискусії. Так, невідомо, чи отримав він провінцію Азія в управління або військову провінцію під умовною назвою «Кілікія» без ординарного намісництва.

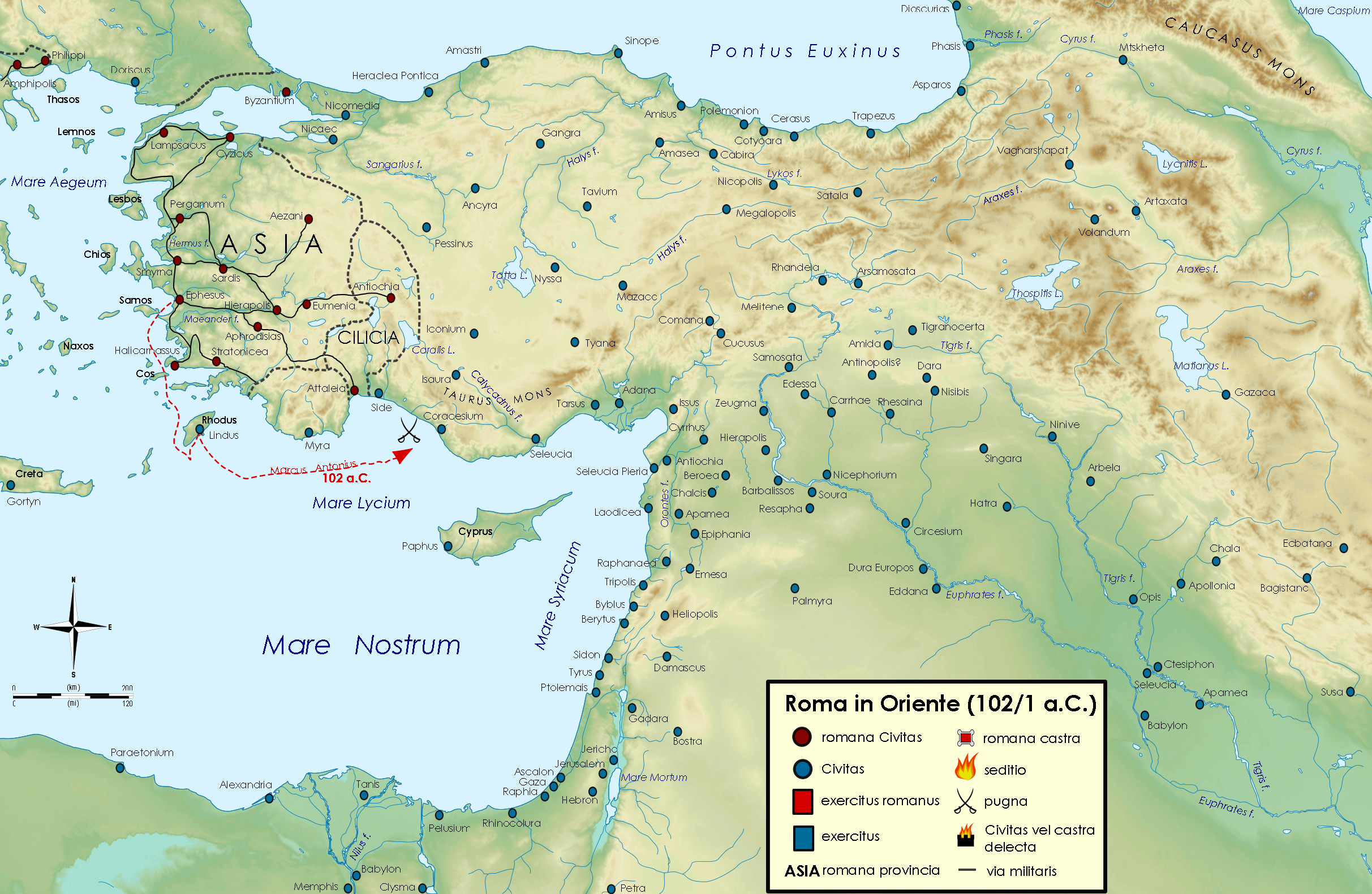
Кілікійська експедиція Марка Антонія

По шляху на Схід Марк Антоній зупинявся на багато днів в Афінах і на Родосі. З одного коринфського документа випливає, що римський флот під командуванням проконсула, чиє ім'я стерто (гіпотетично воно реконструйоване як Марк Антоній), подолав Істм і рушив до Сіде в Памфілії, в той час як пропретор Гай Луцилій Гірр споряджав в Афінах ще одну ескадру. Тут може матися на увазі або Марк Антоній Оратор, або його син — Марк Антоній Кретік, але Михайло Абрамзон вважав перший варіант більш ймовірним.
Скоріш за все, проконсул вів воєнні дії проти піратів як на морі, так і на суші. Він міг здійснити вторгнення до Кілікії з Лікаонії через перевали в Таврських горах. Масштабною ця акція в жодному разі не була; єдина збережена в джерелах деталь — загибель префекта Марка Гратідія, племінника Гая Марія і двоюрідного діда Цицерона. В результаті Рим створив ряд опорних пунктів на узбережжі. Деякі дослідники вважають, що ці пункти утворили нову адміністративну одиницю у складі Римської держави — провінцію Кілікія.

### Консульство
В Італії Марк Антоній повернувся до 100 року до н. е. і, заявивши про свої претензії на тріумф і консульство, добився й того, й іншого. Оскільки тріумф Антонія відбувся не раніше грудня 100 року, його обрання було заочним; Антон Короленков робить звідси висновок, що ключову роль у перемозі Антонія на виборах зіграло сприяння Гая Марія, який був на той момент консулом в шостий раз разом зі своїм сателітом Луцієм Валерієм Флакком. На думку Ернста Бедіана, початок політичного союзу Антонія і Марія пов'язаний зі службою зятя останнього — Марка Гратідія — в Кілікії.
На 100 рік припав фінальний етап боротьби сенату з народним трибуном Луцієм Аппулеєм Сатурніном. Союзник останнього Гай Сервілій Главція висунув свою кандидатуру в консули поряд з Марком Антонієм, Авлом Постумієм Альбіном та Гаєм Меммієм. Антоній першим здобув перемогу, а в день виборів його колеги якісь люди на смерть забили киями Меммія. Сенат звинуватив у трагедії Главцію та Сатурніна, видав спеціальну постанову, що закликала громадян до зброї, у спричинених цим зіткненнях Сатурнін та його союзники були вбиті.
Цицерон у зв'язку з цими подіями називає Антонія, хоча той і «знаходився тоді на чолі військ за межами міста Риму» (він чекав тріумфу), серед «славних мужів», які об'єдналися заради порятунку республіки. Про підтримку Антонієм сенату пише і Короленков; Бедіан же звертає увагу на відсутність відомостей про яку-небудь активну участь Антонія у протистоянні й на те, що Сатурнін і Главція не робили нічого проти цього кандидата (можливо, щоб не загострити відносини з Марієм). Під час свого консульства Антоній переслідував друзів Сатурніна, які залишилися в живих після придушення заворушення. На думку Бедіана, Антоній це робив, тільки через свою дружбу з Марієм.
Колегою Антонія по консульству став патрицій Авл Постумій Альбін. У свій консульський рік Антоній виступив проти аграрного законопроєкту народного трибуна Секста Тіція; ця ініціатива, однак стала законом, який, щоправда, незабаром скасувала колегія авгурів. Авл Геллій повідомляє також про несприятливі провісники (в сакрарії — місце зберігання священних предметів — у палаці Нуми прийшли в рух Марсові списи), через які консули прийняли постанову про додаткові жертви богам. Головною подією 99 року до н. е. стала боротьба низки представників сенатської аристократії за повернення з вигнання Квінта Цецилія Метелла Нумідійського; Антоній від участі в цій справі відсторонився (на думку Бедіана, це робилося в інтересах Марія).

### 90-ті роки до н.е.
У наступні роки (швидше за все, в 98 році до н. е.) Марк Антоній виступив у ролі захисника у гучному судовому процесі Манія Аквілія, якого звинувачували у зловживанні владою. Підсудний був одним з підлеглих Марія, так що Антоній, захищаючи його, міг надавати Марію відповідну послугу. Аквілія викривали свідчення численних свідків, і тому захисник побачив його «пригніченим, знесиленим, стражденним у найбільшій небезпеці — і раніше сам був охоплений співчуттям, а потім вже спробував викликатити співчуття і в інших». Звертаючись до присутнього на процесі Марія, Антоній «закликав його бути заступником за спільну долю полководців», а той у відповідь плакав.
У фіналі свого виступу захисник вдався до театрального ефекту, який став знаменитим:

Як оратор бувши не тільки розумним, але і рішучим, він, закінчуючи промову, сам схопив Манія Аквілія за руку, поставив його у всіх на виду і розірвав йому на туніку на грудях, щоб римський народ і судді могли бачити рубці від поранень, отриманих ним прямо в груди; водночас він довго говорив про рану в голову, нанесену Аквілію воєначальником ворогів, і вселив суддям, які мали винести вирок, сильні побоювання, що людина, яку доля вберегла від зброї ворогів, коли він сам не щадив себе, виявиться збереженим не для того, щоб чути хвалу від римського народу, а щоб випробувати на собі суворість суддів.
— Цицерон. Проти Гая Верреса («Про страти»), 3
У результаті Аквілія було виправдано.
У 97 році до н. е. Марк Антоній став цензором. Його колегою був Луцій Валерій Флакк — товариш Марія по консульству 100 року. Оскільки Марія тоді ж прийняли в колегію авгурів, в історіографії існує припущення, що на цензуру поряд з Флакком претендував саме він; в цій ситуації Антоній міг стати компромісним варіантом, який улаштовував як Марія, так і його політичних противників («фракцію» Метеллів). Ернст Бедіан припустив, що під час чергового цензу Антоній і Валерій включили до лав римських громадян багато італіків, відповіддю на що став в 95 році закон Ліцинія-Муція, згідно з яким було проведено прискіпливе розслідування, а італіки, які не зуміли довести своє громадянство, були вигнані з Риму.
Цензори виключили з сенату народного трибуна Марка Дуронія за ветування закону, що обмежує витрату грошей на бенкети. Тоді Дуроній, дочекавшись закінчення терміну повноважень Антонія, притягнув його до суду за звинуваченням у підкупі. Так проявився традиційний для римської історії конфлікт між колишніми трибунами та колишніми цензорами. Про хід цього процесу нічого не відомо, але в історіографії існує думка, що звинувачення Дуронія було відхилено.
У 95 році до н. е. Антоній захищав у суді ще одного союзника Марія — Гая Норбана, якого Публій Сульпіцій звинуватив у нехтуванні трибунським вето і насильством під час процесу над Квінтом Сервілієм Цепіоном у 103 році. Норбан служив під керівництвом Антонія на Сході, і оратор, якщо вірити Цицерону, сказав, пояснюючи свою участь у процесі: «Адже він, по завіту предків, повинен бути мені замість сина». Головним свідком обвинувачення був принцепс сенату Марк Емілій Скавр, але Антоній відкинув його свідчення та домігся виправдання. Через кілька років Антоній захищав у суді інтереси Марка Марія Гратідіана — племінника Гая Марія і сина префекта Марка Гратідія — в його суперечці з Луцієм Сергієм Оратою, адвокатом якого був Луцій Ліциній Красс.
Коли почалася Союзницька війна, Марк Антоній опинився серед тих політиків, яких звинуватили у підбурюванні італіків до повстання. Він сам виголосив палку промову на свій захист. Даних про кінець процесу немає: Цицерон повідомляє, що у воєнні роки Антоній був відсутній в Римі, і з цього одні історики вважають, що Антоній воював, тобто був виправданий, а інші — навпаки, що він пішов у добровільне вигнання.

### Загибель

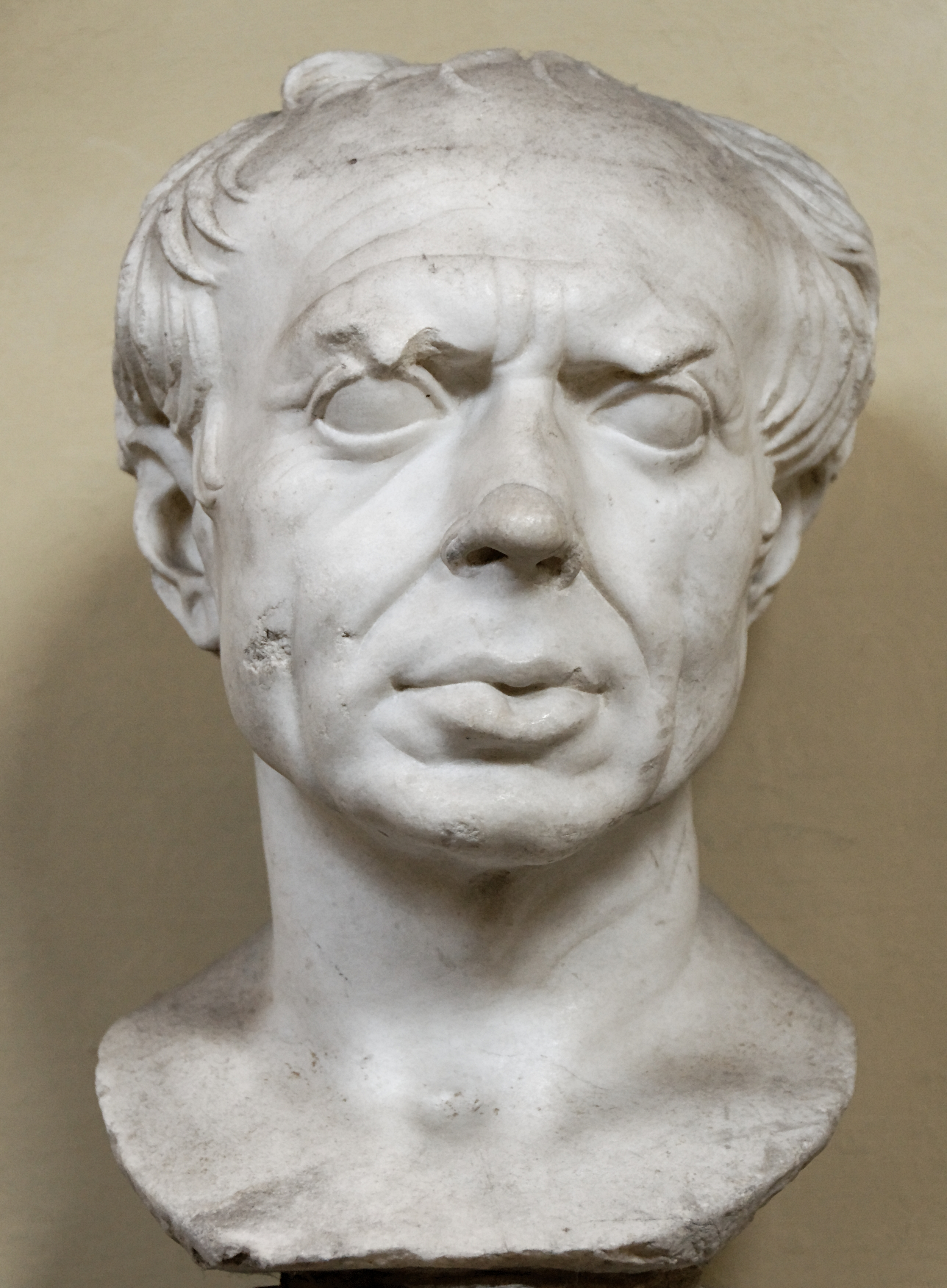
Бюст Гая Марія (Музей Кьярамонті)

У 87 році до н. е. Марк Антоній вже знову перебував у Римі. Автор схолій до Лукана повідомляє про пропозицію Антонія роззброїтися обом сторонам розпочатої громадянської війни — Гаю Марію та Луцію Корнелію Суллі. Точні дати невідомі, але така ініціатива могла мати сенс тільки протягом невеликого періоду часу в 88 році, коли старий опонент Оратора Публій Сульпіцій прийняв закон про передачу командування у Митридатовій війні від Марія до Сулли, і останній на чолі своєї армії рушив на Рим. Хоча, ця пропозиція і була формально нейтральною, вона була в інтересах Марія, у якого не було жодних організованих збройних сил, але пропозиція виявилася безрезультатною. Сулла зайняв Рим, а потім сенат майже одноголосно схвалив його пропозицію оголосити Марія «ворогом». Проти виступив тільки Квінт Муцій Сцевола Авгур; інші, серед яких був Антоній, промовчали.
Коли новий ворог Сулли Луцій Корнелій Цинна у свою чергу загрожував Риму своєю армією, сенат направив Марка Антонія разом з Квінтом Лутацієм Катулом до Квінта Цецилія Метелла Пія, який у цей час воював з самнітами, з проханням прийти на допомогу місту. Ця допомога нічого не дала: Цинна та Марій, який повернувся з вигнання, все ж зайняли місто, а потім розгорнули терор проти своїх ворогів, серед яких був і Марк Антоній. Цей факт Антон Короленков визнає «дивним», звертаючи увагу на те, що Марій, судячи з джерел, виявив глибоку зацікавленість у загибелі тільки двох людей — Антонія та Катула.
В історіографії цей факт пояснюють по-різному. Є думки, що Антоній слідом за багатьма іншими нобілями розірвав свій союз з Марієм, коли вплив останнього почав зменшуватися — у період між 95 і або 91, або 90 роками; могла зіграти свою роль гіпотетична приналежність Антонія до оптиматів; Антоній міг стати жертвою помсти видного діяча маріанської партії Гнея Папірія Карбона-молодшого за батька; Марій міг вважати зрадою ліберальне ставлення Антонія до італіків під час цензури; нарешті, як зрада міг бути розцінений Маріем той факт, що Антоній, як і всі інші консуляри, не приєдналися до нього, коли він тримав у облозі Рим.
Коли маріанці почали розправу, Антоній сховався в одного свого товариша. Подальше найбільш докладно розповів Плутарх:

Друг цей був людина проста і бідна; гостинно приймаючи одного з перших римлян і пригощаючи його тим, що було в будинку, він послав раба в найближчу крамницю за вином. Коли раб став дбайливо пробувати куплене і вимагати краще вино, торговець запитав, чому це він купує не молоде і просте вино, як зазвичай, а більш вишукане і дороге. Той відповідав йому прямо, як близькому знайомому, що господар пригощає Марка Антонія, який ховається у нього. Торговець, чоловік злочинний і мерзенний, ледь раб пішов, поспішив до Марія і, введений у покої, де в цей час бенкетував Марій, пообіцяв видати Антонія. Розповідають, що Марій, почувши це, голосно закричав, заплескав у долоні від радості та мало сам не схопився з-за столу і не побіг до вказаного місця, проте друзі утримали його, і тоді він послав Аннія з солдатами, наказавши їм скоріше принести голову Антонія. Анній залишився біля дверей, а солдати по сходах влізли в будинок і, побачивши Антонія, стали виштовхувати один одного вперед і спонукати один одного вбити його. І, як видно, в промовах цієї людини була така чарівність і краса, що, коли він заговорив, благаючи пощадити його, жоден із солдатів не наважувався не тільки наблизитися, але хоча б підняти очі, і всі стояли, опустивши погляди, і плакали. Здивований затримкою, Анній піднявся в будинок і, побачивши, що Антоній виголошує промову, а солдати слухають, збентежені та схвильовані, вилаяв їх, підбіг до оратора і відрубав йому голову.
— Плутарх. Порівняльні життєписи, Гай Марій, 44
У загальних рисах повторив цю історію Аппіан; Валерій Максім називає вбивцею Оратора Публія Антонія. Голову Антонія Марій спочатку показував усім на бенкетах, а потім наказав виставити на ораторській трибуні поруч з головами Луція та Гая Юліїв Цезарів.

## Інтелектуальні заняття

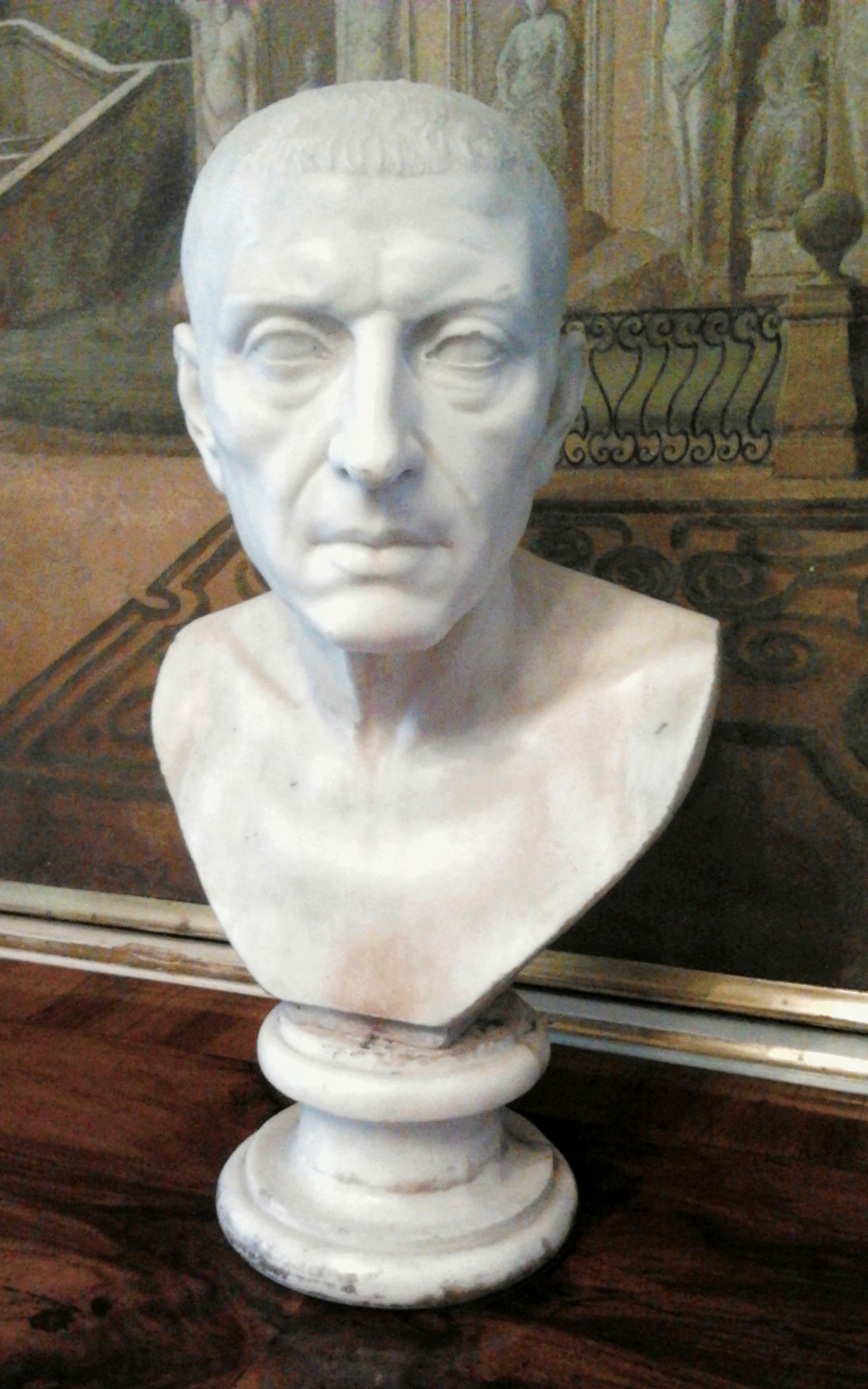
Бюст Цицерона

Якщо вірити словами, вкладених в уста Марка Антонія Цицероном, Оратор познайомився з грецькою культурою «тільки пізно і поверхнево». Відомо, що, йдучи на Схід, він багато часу провів в Афінах і на острові Родос, де обертався в місцевих інтелектуальних колах, але сам він підкреслював, що затримався у двох центрах еллінської освіченості виключно через шторми. Цицерон пояснює це в іншій книзі того ж трактату: Марк Антоній приховував своє знайомство з грецьким красномовством, щоб виглядати більш переконливо. Він «вважав, що такій публіці, як наша, його промова зустріне більше довіри, якщо будуть думати, що він зовсім ніколи не вчився». Квінтиліан у зв'язку з цим назвав Антонія «приховувачем майстерності».
Пізнання Антонія в юриспруденції були невеликими; однак завдяки своєму безперечному таланту та активній практичній діяльності він зміг стати одним з двох найбільш видатних ораторів епохи поряд з Луцієм Ліцінієм Крассом. Згідно з Цицероном, «у них вперше латинське красномовство розкрилося у всьому своєму багатстві та зрівнялася славою з грецьким». Гай Веллей Патеркул назвав Антонія «принцепсом у красномовстві».
Згідно з характеристикою Цицерона, Антоній був розважливим оратором, головною якістю якого було вміння блискавично знаходити способи, найбільш вигідні для конкретного моменту. Використовуючи свою унікальну пам'ять, він виголошував тільки ретельно продумані промови з розрахованим ефектом, причому робив це так, що виступ здавався експромтом. Антоній менше, ніж Красс, дбав про витонченість своєї мови: головною його метою був вплив на слухачів. Для його досягнення він дуже ефектно використовував невербальні засоби, в першу чергу жести, як ніби «рухи у нього висловлювали не слова, а думки». Найбільш відомішим прикладом такого роду є епізод процесу Манія Аквілія, коли Антоній несподівано для всіх розірвав одежу на грудях обвинуваченого, щоб показати шрами від ран; промова у свій захист у зв'язку з законом Варія Оратор, вимовляв «з таким напруженням, що навіть коліном торкався землі». Завдяки цим якостям Антоній був найбільш жаданим оратором свого часу в суді.
Розуміючи слабкі сторони свого красномовства, Антоній не записував свої промови та взагалі був проти їх публікації; сам він «казав, що він не записав ні однієї зі своїх промов, щоб у разі потреби йому було легше відмовитися від власних слів». Все, що він написав («ненавмисно і навіть проти волі»), — це невеликий твір «Про красномовство» (лат. De ratione dicendi), який зберігався принаймні до 46 року до н. е., але пізніше був втрачений.

## Родина
Дітьми Марка Антонія були Марк Антоній Кретік, Гай Антоній Гібрида та дочка Антонія, полонена піратами й викуплена батьком за значну суму. Через одного зі своїх онуків — тріумвіра того ж імені — Антоній став предком ряду видатних діячів епохи Юліїв-Клавдіїв, в тому числі Германіка, Калігули та Нерона.

## У культурі
Цицерон зробив Марка Антонія героєм низки своїх трактатів. У діалозі «Про оратора» Марк Туллій вустами свого героя висловлює думку про старших і середніх анналістів — Квінта Фабія Піктора, Луція Кальпурнія Пізона, Марка Порція Катона Цензора; оповідач був низької думки про цих авторів, вважаючи, що першим від «простої розповіді про події» відійшов Луцій Целій Антипатр.
Марк Антоній став другорядним персонажем роману Коллін Мак-Каллоу «Вінець з трав».